# 7188 Yoshii
7188 Yoshii (1992 SF1) là một tiểu hành tinh vành đai chính được phát hiện ngày 23 tháng 9 năm 1992 bởi K. Endate và K. Watanabe ở Kitami.